# Ligurska republika
Ligurska republika je bila kratkotrajna francoska sestrska republika osnovana 4. junija 1797 na ozemlju njene predhodnice Genovske republike, sedanje italijanske pokrajine Ligurije. Junija 1805 je bilo to ozemlje kot departma Apenini priključeno Franciji.
Po Napoleonovem padcu je bila republika za kratek čas med 28. aprilom in 28. julijem 1814 obnovljena. Po dunajskem kongresu je bila dodeljena Sardinskemu kraljestvu, le-to pa jo je dokončno priključilo 3. januarja 1815.
Ligurska republika je uporabljala za svojo zastavo tradicionalno genovsko zastavo, rdeči križ na beli podlagi.